# Schuitendiep
Het Schuitendiep is een straat en waterloop in de stad Groningen.
Het diep is rond 1400 gegraven en maakte oorspronkelijk deel uit van een afsnijding van de Hunze tussen Roodehaan en een punt ter hoogte van de Borgwal/Cortinghlaan in De Hoogte. Naar het zuiden vormde het de verbinding met de Zuidlaarder venen en later - onder de naam Winschoterdiep - via Sappemeer met het Oldambt. Winschoten werd bereikt in 1637.
Het diep liep in de middeleeuwen langs de toenmalige buitenste verdedigingsgracht (gegraven plm. 1260). Het noordelijk deel van de afsnijding verliep buiten de stad via het Selwerderdiepje. Het zuidelijk deel van het Schuitendiep, voorbij de Steentilbrug, is na 1632 Winschoterdiep (nu Oude Winschoterdiep) gaan heten.
Uit 1523 dateert een volwaardige verbinding langs de uitgediepte noordelijke stadsgracht met het Reitdiep en de A. Van plm. 1630 - 1884 was het Schuitendiep verbonden met het Damsterdiep; van 1630 - 1880 ook met het Kattendiep/Zuiderdiep. Over het Kattendiep lag de Kattenbrug. Ten slotte was er, bij de huidige Stadsschouwburg eind 16e/begin 17e eeuw nog een verbinding met de gracht rond de Schuitenschuiversschans, die weer uitmondde in het Damsterdiep (bij de Loppersumergang).
De straatnaam Schuitendiep blijft beperkt tot het deel tussen Sint Jansbrug en de Steentilbrug. Zie verder Turfsingel, Winschoterdiep.
Ter hoogte van nr. 6 de vroegere Oliekoekengang; bij nrs 20 - 30 de sinds lang niet meer herkenbare Verversgang, die desondanks nog tot in de 21e eeuw op stadsplattegronden wordt genoemd. De andere gangen aan het Schuitendiep o.z. zijn: Mussengang (30), Smakkersgang (48), Hopmansgang (62), Brouwersgang (72), Kleine Gang (86) en Grote Gang (88).

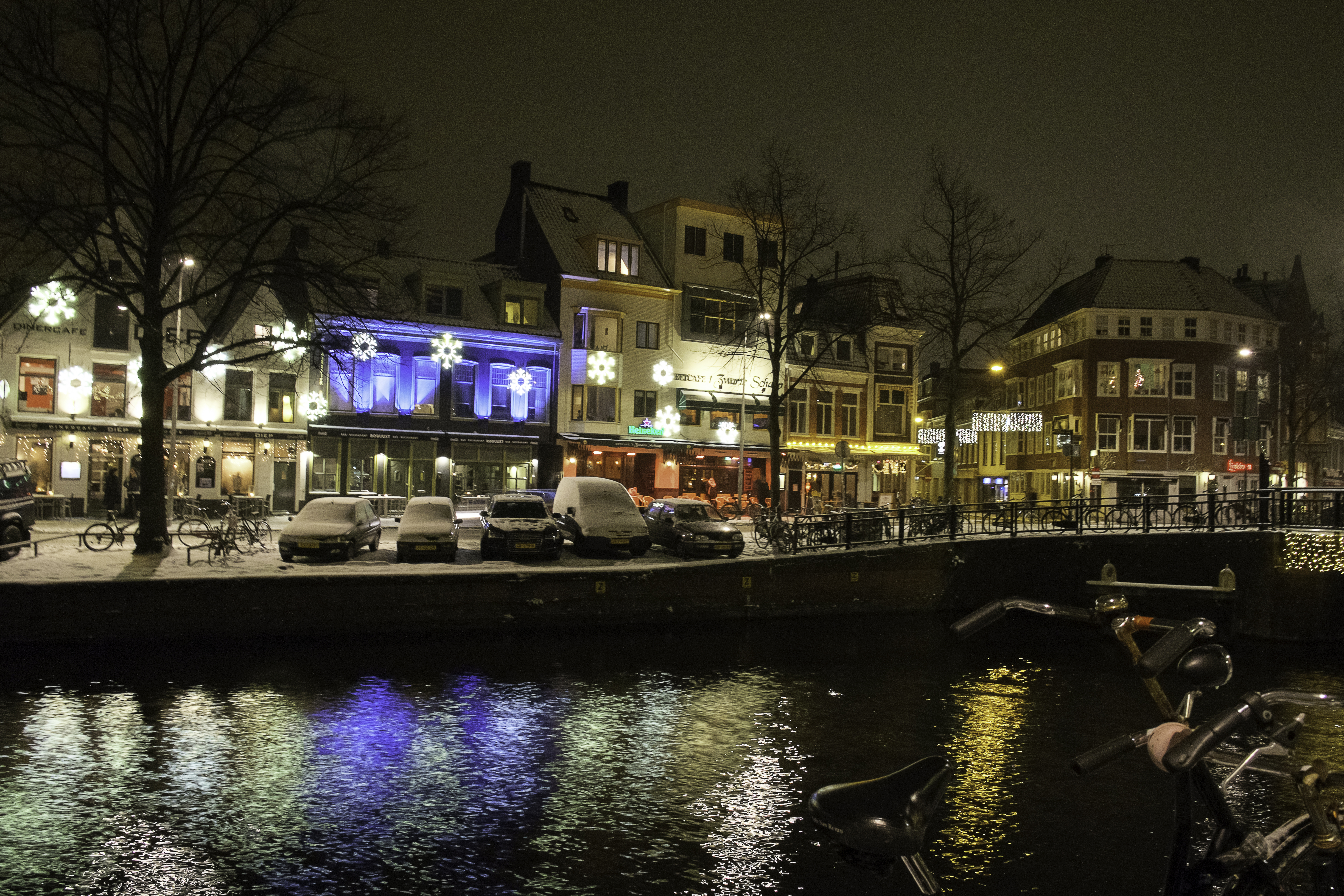
Het Schuitendiep bij de Poelebrug bij avond
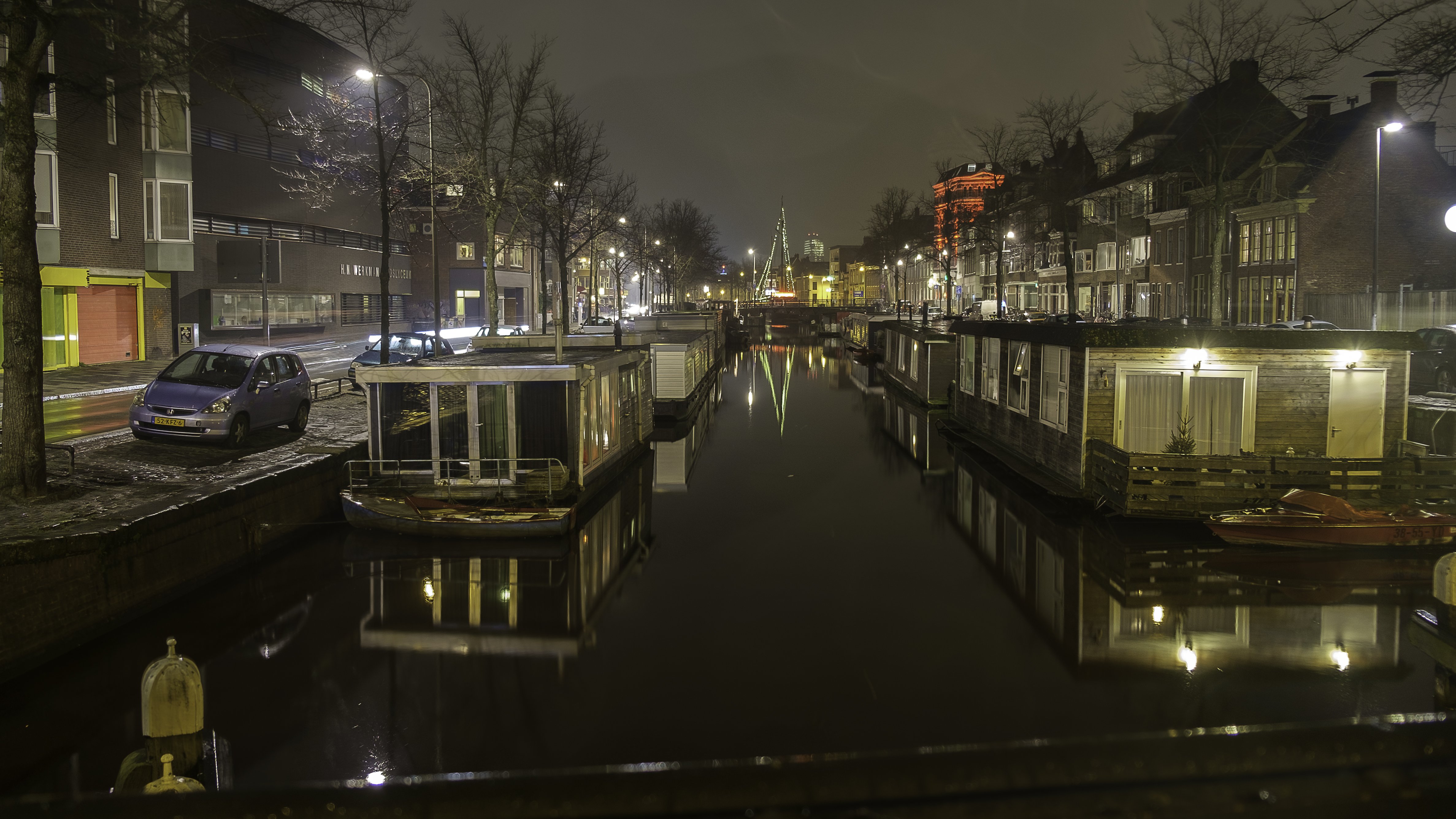
Schuitendiep vanaf de Sint Jansbrug bij avond
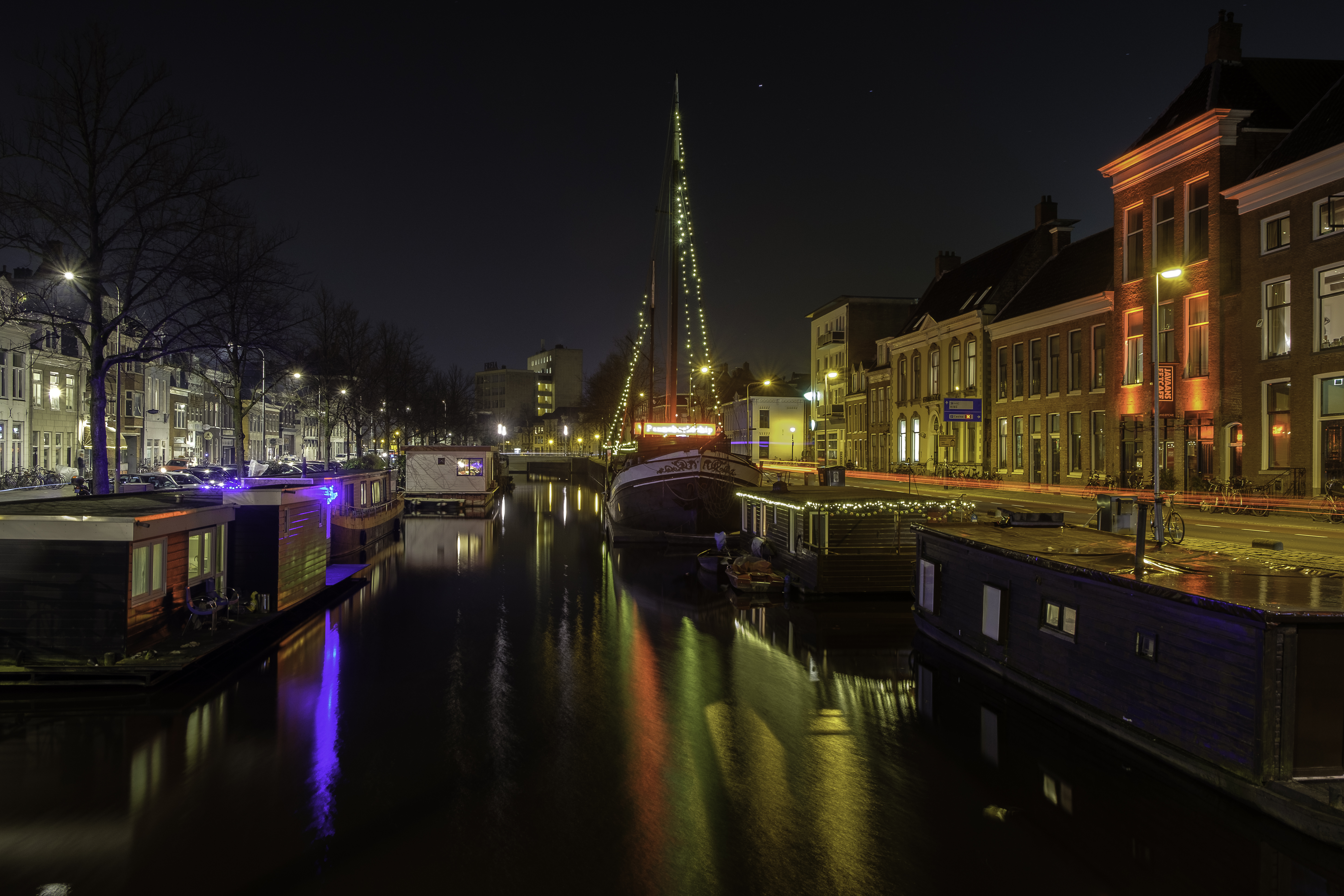
Het Schuitendiep vanaf de Poelebrug naar het zuiden gezien
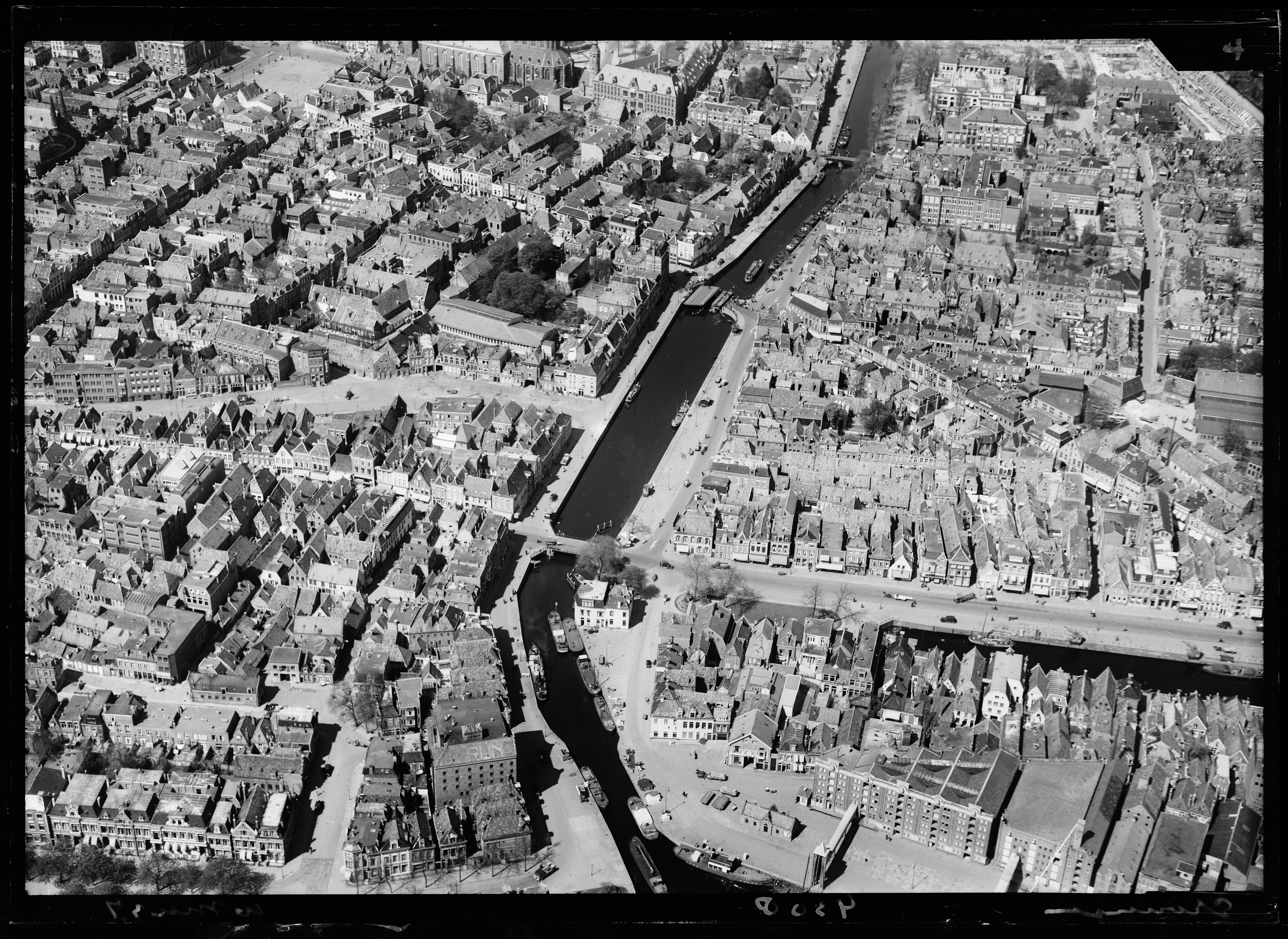
Luchtfoto van het Schuitendiep en directe omgeving (1920-1940), met een nog niet gedempt Damsterdiep.

## Monumenten
Het Schuitendiep telt dertien panden die zijn aangewezen als rijksmonument. Vier panden en een urinoir worden beschermd als gemeentelijk monument.
| Adres                              | Bouwjaar | Beschrijving                                                                                    | Monument  | Foto |
| ---------------------------------- | -------- | ----------------------------------------------------------------------------------------------- | --------- | ---- |
| Schuitendiep 9                     |          | Vijf traveeën breed woonhuis met verdieping onder zadeldak                                      | RM 18676  |      |
| Schuitendiep 11                    | 1880     | Woonhuis, tweelaags onder dwarsgeplaatst zadeldak                                               | GM 103253 |      |
| Schuitendiep 27                    |          | Vier traveeën breed herenhuis, onderkelderd met verieping en lagere tweede verdieping           | RM 18677  |      |
| Schuitendiep 29                    |          | Vijf traveeën breed herenhuis, onderkelderd met twee volle verdiepingen                         | RM 18678  |      |
| Schuitendiep 31                    |          | Vier traveeën breed herenhuis, onderkelderd met verdieping onder zadeldak                       | RM 18679  |      |
| Schuitendiep 33                    |          | Drie traveeën breed woonhuis, twee verdiepingen onder zadeldak                                  | RM 18680  |      |
| Schuitendiep 35-37                 |          | Zes traveeën breed herenhuis, tweelaags onder hoog schilddak                                    | RM 18681  |      |
| Schuitendiep 39                    |          | Vijf traveeën breed herenhuis onder hoog zadeldak: gepleisterde gevel met 19e-eeuwse ornamenten | RM 18682  |      |
| Schuitendiep 41                    |          | Woonhuis, tweelaags onder zadeldak                                                              | RM 18683  |      |
| Schuitendiep 42 Hoek Tuinstraat    | 17e eeuw | Onderkelderd huis, verbouwd in 18e eeuw                                                         | RM 18685  |      |
| Schuitendiep 44 Hoel Tuinstraat    | 17e eeuw | Woonhuis, tweelaags onder zadeldak met zijhuis                                                  | GM 103270 |      |
| Schuitendiep 47-49                 | 1845     | Dubbel herenhuis in eclectische bouwstijl                                                       | RM 486320 |      |
| Schuitendiep 51                    | 17e eeuw | Tweelaags dubbelpand onder steil zadeldak (samen met 53)                                        | GM 103265 |      |
| Schuitendiep 53                    | 19e eeuw | Tweelaags dubbelpand (samen met 51)                                                             | RM 18684  |      |
| Schuitendiep 57                    |          | Hoekpand met verdieping en lage zolderverdieping onder diep zadeldak                            | RM 18701  |      |
| Schuitendiep 58                    | 1900     | Slagerij met bovenwoning ontworpen door A.Th. van Elmpt                                         | RM 486334 |      |
| Schuitendiep 84 hoek Pluimerstraat | 17e eeuw | Woonhuis met lijstgevel                                                                         | GM 103281 |      |
| Schuitendiep to 98                 | 1925     | Urinoir in de stijl van de nieuwe zakelijkheid ontworpen door S.J. Bouma                        | GM 103551 |      |

Achter de Muur · 
Akerkhof · 
Akerkstraat · 
Broerstraat · 
Brugstraat ·
Bruine Ruiterstraat ·
Burchtstraat · 
Butjesstraat ·
Carolieweg ·
Coehoornsingel · 
Donkersgang · 
Driften · 
Emmaplein · 
Folkingestraat · 
Folkingedwarsstraat ·
Ganzevoortsingel · 
Gasthuisstraatje ·
Gedempte Kattendiep ·
Gedempte Zuiderdiep ·
Gelkingestraat ·
Grote Kromme Elleboog ·
Grote Markt ·
Guldenstraat ·
Guyotplein ·
Haddingestraat ·
Haddingedwarsstraat ·
Hardewikerstraat ·
Hereplein · 
Herebinnensingel ·
Heresingel ·
Herestraat ·
Hoekstraat ·
Hofstraat ·
Hoge der A ·
Hoogstraatje ·
Jacobijnerstraat ·
Kleine der A ·
Kattenhage ·
Kleine Kromme Elleboog ·
't Klooster ·
Kostersgang ·
Koude Gat ·
Kreupelstraat ·
Kwinkenplein ·
De Laan ·
Lage der A ·
Lopende Diep ·
Lutkenieuwstraat ·
Marktstraat ·
Martinikerkhof ·
Munnekeholm ·
Muurstraat ·
Naberstraat ·
Nieuwe Boteringestraat ·
Nieuwe Ebbingestraat ·
Nieuwe Kerkhof ·
Nieuwe Kijk in 't Jatstraat ·
Nieuwe Markt ·
Nieuwstad ·
Noorderhaven ·
Oosterstraat ·
Ossenmarkt ·
Oude Boteringestraat ·
Oude Ebbingestraat ·
Oude Kijk in 't Jatstraat ·
Papengang ·
Pausgang · 
Pelsterstraat ·
Peperstraat ·
Poelestraat ·
Praediniussingel ·
Rademarkt ·
Radesingel ·
Reitemakersrijge ·
Rode Weeshuisstraat ·
Schoolstraat · 
Schoolholm · 
Schuitemakersstraat ·
Schuitendiep · 
Sieboldsgang · 
Singelstraat · 
Sint Jansstraat ·
Sint Walburgstraat ·
Spilsluizen ·
Stationsstraat ·
Steentilstraat ·
Stoeldraaierstraat · 
Torenstraat · 
Turfstraat ·
Turfsingel ·
Turftorenstraat ·
Ubbo Emmiussingel ·
Vismarkt ·
Visserstraat ·
Waagstraat ·
Zoutstraat ·
Zwanestraat